# Biketrial

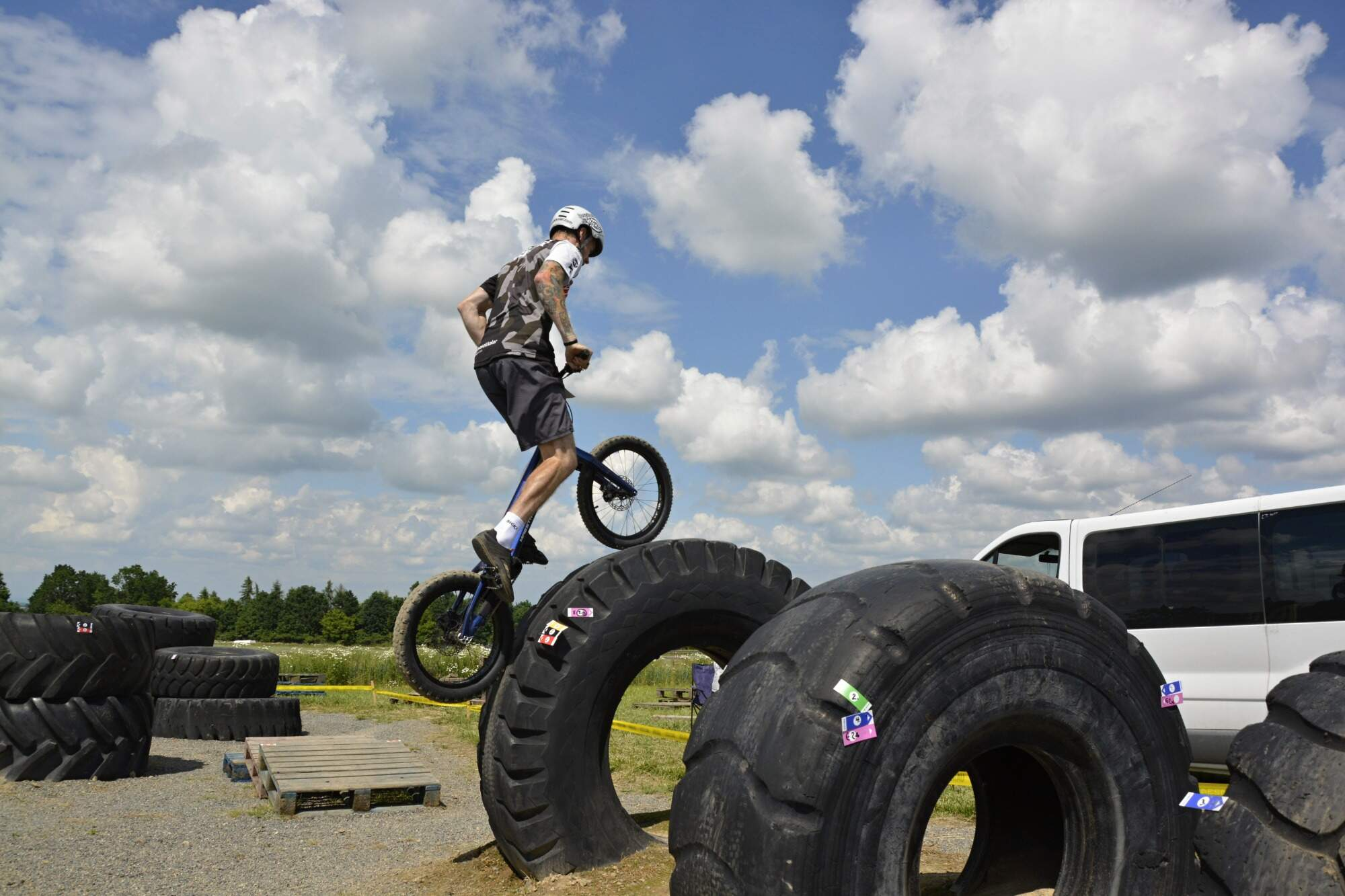
Biketrial

Biketrial, také cyklotrial nebo jen trial, je technicky zaměřená sportovní disciplína provozovaná na speciálních kolech, při které jezdci zdolávají různé umělé i přírodní překážky, aniž by se jakoukoli části svého těla dotkli země. Za kontakt se zemí se udělují trestné body. Trial existuje jak ve variantě čistě závodní, tak i „pouliční“, čili s pevnějším typem kol, které mohou i nemusí mít sedlo. Závodní trial je provozován pod federací UCI (Mezinárodní cyklistická unie), v Česku zastoupenou Českým svazem cyklistiky.
Ve světě je trial (biketrial, cyklotrial) znám také pod názvy Trials, UCI Trial, VTT Trial, FahrradTrial nebo Trial Rowerovy. Pod názvem trial se dále vyskytuje mnoho sportovních variant jako jsou trucky (Trucktrial), motorky (Mototrial), jednokolky (unicycle) nebo i trial s modely aut. Biketrial podle pravidel UCI je v současnosti považován za nejprestižnější variantu tohoto sportu,[zdroj?] kde jsou náročnější pravidla a vyšší úroveň mezinárodní konkurence. V současnosti se jezdí na úrovni světových pohárů, mistrovství Evropy a mistrovství světa, společně s disciplínami DH, 4X, XC. V současnosti[kdy?] světová elita přesahuje počet 100 jezdců v rámci UCI rankingu kategorie horských kol a stejný počet jezdců je i na malých – dvacetipalcových speciálech. V rámci světa se jedná o velmi progresivní disciplínu. Českou doménou[zdroj?] je trialový sport na kolech všech v současnosti využívaných velikostí (20, 24 a 26 palců), kdy každá velikost má své přednosti a zápory.

## Biketrialové kolo
Biketrialové kolo mívá úzký protáhlý rám s nízko položeným, nejčastěji však úplně chybějícím sedlem. Pedály jsou široké a kovové, pinové nebo klecové. Řetěz a volnoběžku chrání ližina, u 26 palcových kol se místo ližiny používá rockring. Na kole musí být silná a stabilní brzdová soustava, vepředu se nejčastěji používá kotoučová brzda, a vzadu hydraulická ráfková,[zdroj?] někteří jezdci si však dávají kotouč i na zadní kolo. U 20" kol se používá 19" zadní ráfek kvůli tomu, aby se na zadní kolo mohl dát širší a vyšší plášť. Široký proto, aby se zlepšila jezdcova stabilita při skocích na zadním kole a vyšší proto, aby se zabránilo proražení pláště při nepovedeném výskoku.
Zde platí, že čím je jezdec lepší, tím má lepší kolo.[zdroj?] Většina jezdců začíná s 20palcovým kolem a přechází na 26palcové. Speciální velikost je 24", která je určena na ježdění s triky po městě. Nejčastějšími značkami trialových kol jsou Monty, Onza a Inspired, ovšem stále víc přibývají i kola Rockman, Zoo a Echo. Při biketrialu dostávají díly (komponenty) velkou zátěž, proto je nutné komponenty čas od času měnit. Nejčastěji se mění řetěz a volnoběžka. Cena nového biketrialového kola začíná na 20000 Kč, ale dá se sehnat i bazarové od 10000 Kč.[zdroj?]

## Biketrial v Česku
V České republice se trialu začíná dařit a díky pracovní skupině trialu vznikla nejvyšší forma domácí soutěže, Český pohár a Mistrovství České republiky. Dále jsou zde tzv. závody Trial cup, které mají volnější pravidla a nevyžadují od jezdců vlastnictví ČSC / UCI licence. Svojí náročností zatím odrazuje jezdce přivyklé na používání pedálů a ližin v jedné z jeho variant.[zdroj?] Česká republika patří k biketrialovým velmocím,[zdroj?] za 21 let, kdy se čeští závodníci účastní závodů, získali 20 titulů mistr a 53 vicemistr světa.
Nejznámější čeští biketrialisté:
- Josef Dressler
- Roman Chvojka
- Petr Kraus
- Martin Šimůnek
- Jaromír Spěšný
- Václav Kolář